# Ткацтво інків

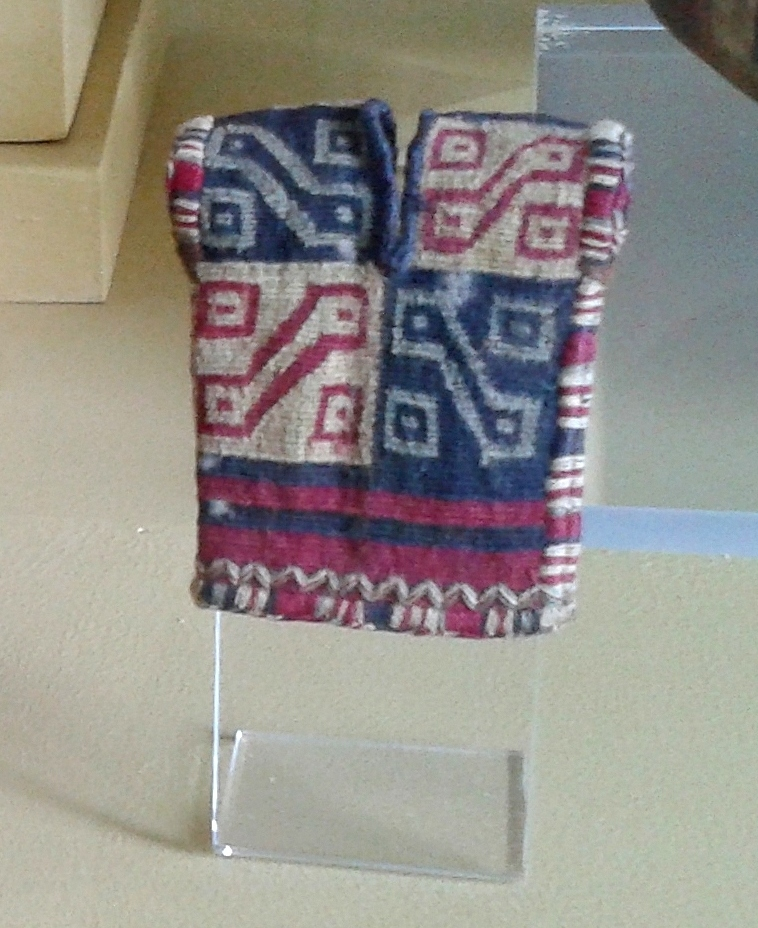
Туніка інків

Ткацтво інків — важлива галузь в економіці імперії Тауантінсую, увібрала в себе традиції підкорених інками андських народів та держав. В результаті вдосконалення досягло високого рівня майстерності. Традиції виробництва тканин за часів інків до тепер зберігаються серед індіанців Перу.

## Сировина
Використовувалася вовна, отримана від вікуній і альпак. Їх стригли кожні 2 роки. При цьому 1 тварини давала близько 3 кг сировини. При виготовленні тканин інки використовували, крім вовни, також бавовну та пташине пір'я. Бавовна була доволі цінним матеріалом, яке отримували інки при розведені хлопчатнику. Сировиною слугувала шкіра лам, яка є більш жорсткою ніж у вікуньї та альпаки. Важливим джерелом сировини була кабуя, тамтешній різновид сизалю.

## Виробництво
В Тауантінсую ткацтвом займалися як чоловіки, так і жінки. З вовняної пряжі інки виготовляли високоякісні тканини. У ткацтві мешканці імперії спиралися на традиції попередніх андських культур.
Інкам були відомі ткацькі верстати, які називалися «ауана». Ці верстати були 3 видів: великі стаціонарні для 2 людей, мобільні (могли переносити разом із військом або у мандрівках імператора), верстати, що керувалися ногами 1 людини (цінтура).
В державі інків працювали ткацькі майстерні (аклла уасі) з великою кількістю персоналу, що спеціалізувалися на виробництві тканин для масового споживання. Ткацьке виробництво поділялося на домашнє та державне. Перше обслуговувало потребе родини або громади. Державне забезпечували інтереси імператора, династії, знаті, а також основних потреб імперії: командувачів, вояків, часкі. Існували спеціальні невеличкі елітні майстерні, створених при будинках «наречених Сонця». Тут виготовлялися тканини дуже високої якості спеціально для знаті.

## Вироби
Готові вироби віддзеркалювали соціальний та економічний стан власника, були свого роду «паспортом» мешканця імперії. За ними без слів визначався аристократ, пучех, вояк. Гарно витканий одяг був цінним скарбом.
Основними ними видами заготовок, з яких ткався одяг були: пряжа, тканина на кшталт парчі, переплетина тканина з різнокольорової вовни, фарбована тканина, подвійна тканина, оббивка, Виткані з вовни тканини фарбували спеціально для знаті, членів правлячої династії та імператора, використовуючи для цієї мети насіння дерева авокадо. В цьому випадку тканина приймала інтенсивний синій колір. Для прикрашення тканини використовували також різні метали, зокрема мідь і олово. Пошиті з кольорових тканин туніки, що призначалися для знаті держави, прикрашалися золотими, срібними або ж відполірованими мідними пластинками. зазвичай використовувалися чорні, жовті, сині та червоні кольори.
Найвідомішим виробом було «яколо» (відомий сьогодні як пончо), що шили для усіх верств: спеціально для Сапа Інки та членів його родини фарбували у чорний та червоний кольору у вигляді шахової дошки. Для простих членів громади пончо зазвичай було однокльоровим або з невеличкими проміжками по іншому забарвленими. Головним видом почно було «унку» (сорочки) з нанесеними геометричними фігурами-токапу з малюнками всередині. За легендою першим запровадив токапу володар Віракоча Інка. Мали форму великих або маленьких фігур (квадрати, восьмикінечні зірки), обрізаних фігур (хрести різних типів), довгих, тонких або широких смуг. Найпоширенішими були тваринні мотиви (лами, вікуньї, птахи, пуми, ягуари). Унку для знаті називалося «кумбі», для інших підданих імперії — «абаска».
З вовни вікуньї вироблялися найтонкіші тканини (накидки, пончо), що призначалися виключно для Сапа Інки (імператора) і «великовухіх». Також для них вироблялися особливі «тканини» — з кольорових пташиного пір'я. Вони зазвичай мали вигляд тунік. Іні мешканці імперії не мали права носити такі тканини. Цим підкреслювався статус володаря та його найближчих родичів. Традиції виготовлення вишуканих тканин було започичено від мешканців півострова Паракас (південне Перу). Окремий одяг виготовлявся для релігійних або святкових церемоній — для жерців та Сапа Інки.
З кабуї виготовлялися сандалі, основне взуття інків, мотузки, рибальські мережі, своєрідні килими та торби. Торби були 3 видів: великі прямокутні для зберігання вдома; легкі, з ремінцями, щоб переносити на плечі; трапецеподібні з ремінями, щоб тягти. Створення килимів було запозичено інками в держави Уарі. При їх створені використовували товсті тканини. Основними мотивами, що зображувалися на килимах були ягуари та пуми.